# Club Deportivo Aurrerá de Vitoria
Maillots
Le Club Deportivo Aurrerá de Vitoria est un club de football fondé en 1935 et basé à Vitoria-Gasteiz dans la communauté autonome du Pays basque. 

## Historique
Le club est fondé en 1935 à Vitoria-Gasteiz. Le nom Aurrerá signifie en avant en basque. Après une cinquantaine de saisons dans les divisions régionales. Le club monte en Tercera División en 1988 et en 1990 mais n'y passe qu'une saison à chaque fois. La troisième montée en 1993 voit le club se stabiliser dans les divisions nationales. Cette même année, le club est déclaré d'utilité publique. 
Après deux saisons en Tercera División, le club monte en Segunda División B en 1995. Lors de la saison 1996-1997, Aurrerá gagne son groupe, mais échoue à gagner sa promotion lors de la seconde phase (3e place sur quatre alors que seul le vainqueur monte). En 2003, Aurrerá se maintient de justesse sur le terrain mais est relégué administrativement en Tercera División car les joueurs ne sont plus payés.
Le club enchaîne trois saisons consécutives en deuxième partie de tableau avant de retourner en Regional Preferente de Álava. 
Entre 2006 et 2010, le CD Aurrerá finit à chaque fois sur le podium de sa division mais ne réussit à remonter en Tercera qu'en 2010. Après une saison qui voit le club redescendre, le CD Aurrerá remonte en Tercera en 2012.

## Bilan saison par saison
| Saison    | Division                     | Place | Copa del Rey  |
| --------- | ---------------------------- | ----- | ------------- |
| 1935-1988 | Regional Preferente de Álava | —     |               |
| 1988-1989 | Tercera División             | 18e   |               |
| 1989-1990 | Regional Preferente de Álava | —     |               |
| 1990-1991 | Tercera División             | 17e   | 1er tour      |
| 1991-1992 | Regional Preferente de Álava | —     |               |
| 1992-1993 | Regional Preferente de Álava | —     |               |
| 1993-1994 | Tercera División             | 2e    |               |
| 1994-1995 | Tercera División             | 1er   |               |
| 1995-1996 | Segunda División B           | 9e    | 1er tour      |
| 1996-1997 | Segunda División B           | 1er   |               |
| 1997-1998 | Segunda División B           | 5e    | 1er tour      |
| 1998-1999 | Segunda División B           | 16e   |               |
| 1999-2000 | Segunda División B           | 5e    |               |
| 2000-2001 | Segunda División B           | 11e   | 32e de finale |
| 2001-2002 | Segunda División B           | 8e    |               |
| 2002-2003 | Segunda División B           | 15e   |               |
| 2003–2004 | Tercera División             | 12e   |               |
| 2004-2005 | Tercera División             | 17e   |               |
| 2005-2006 | Tercera División             | 15e   |               |
| 2006-2007 | Regional Preferente de Álava | 2e    |               |
| 2007-2008 | Regional Preferente de Álava | 2e    |               |
| 2008-2009 | Regional Preferente de Álava | 3e    |               |
| 2009-2010 | Regional Preferente de Álava | 1er   |               |
| 2010-2011 | Tercera División             | 20e   |               |
| 2011-2012 | Regional Preferente de Álava | 1er   |               |
| 2012-2013 | Tercera División             | 19e   |               |
| 2013-2014 | Regional Preferente de Álava | 1er   |               |
| 2014-2015 | Tercera División             | 12e   |               |
| 2015-2016 | Tercera División             | 18e   |               |
| 2016-2017 | Regional Preferente de Álava | 1er   |               |
| 2017-2018 | Tercera División             |       |               |

- 8 saisons en Segunda División B
- 12 saisons en Tercera División